# Right Livelihood Award

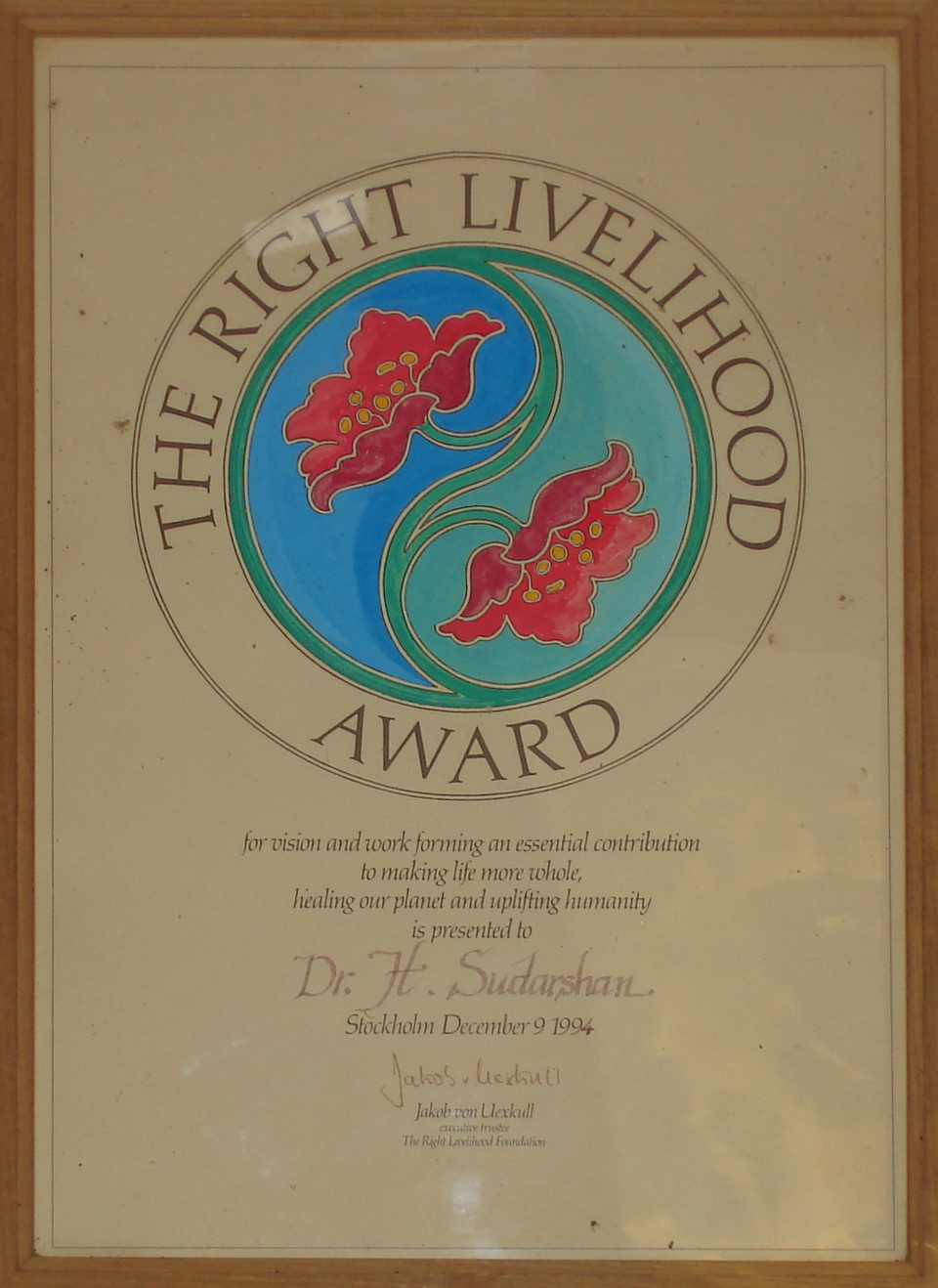
Right Livelihood Award

De Right Livelihood Award is een prijs die jaarlijks wordt toegekend aan personen of organisaties die zich hebben ingezet voor het vinden van praktische oplossingen voor problemen in de wereld. De prijs werd in 1980 ingesteld door Jakob von Uexkull en wordt begin december uitgereikt in het Zweedse parlement.

## Prijswinnaars
| Jaar | Prijswinnaars                  | Land                                 |
| 1980 |                                |                                      |
| --- | ------------------------------ | ------------------------------------ |
| 1980 | Hassan Fathy                   | Egypte                               |
| 1980 | Plenty International           | Verenigde Staten, Guatemala, Lesotho |
| 1981 |                                |                                      |
| Mike Cooley                                                                                                   | Verenigd Koninkrijk            |                                      |
| Bill Mollison                                                                                                 | Australië                      |                                      |
| Patrick van Rensburg / Education with Production                                                              | Botswana, Zuid-Afrika          |                                      |
| 1982 |                                |                                      |
| Eric Dammann / Future in Our Hands                                                                            | Noorwegen                      |                                      |
| Anwar Fazal                                                                                                   | Maleisië                       |                                      |
| Petra Kelly                                                                                                   | Duitsland                      |                                      |
| Participatory Institute for Development Alternatives                                                          | Sri Lanka                      |                                      |
| George Trevelyan                                                                                              | Verenigd Koninkrijk            |                                      |
| 1983 |                                |                                      |
| Leopold Kohr                                                                                                  | Oostenrijk                     |                                      |
| Amory Lovins and Hunter Lovins / Rocky Mountain Institute                                                     | Verenigde Staten               |                                      |
| Manfred Max-Neef / CEPAUR                                                                                     | Chile                          |                                      |
| High Chief Ibedul Gibbons and the People of Belau                                                             | Palau                          |                                      |
| 1984 |                                |                                      |
| Imane Khalifeh                                                                                                | Libanon                        |                                      |
| Self-Employed Women's Association / Ela Bhatt                                                                 | India                          |                                      |
| Winefreda Geonzon / Free Legal Assistance Volunteers' Association (FREE LAVA)                                 | Filipijnen                     |                                      |
| Wangari Maathai / Green Belt Movement                                                                         | Kenia                          |                                      |
| 1985 |                                |                                      |
| Theo van Boven                                                                                                | Nederland                      |                                      |
| Cary Fowler (Rural Advancement Fund International)                                                            | Verenigde Staten               |                                      |
| Pat Mooney (Rural Advancement Fund International)                                                             | Canada                         |                                      |
| Lokayan / Rajni Kothari                                                                                       | India                          |                                      |
| Duna Kör | Hongarije                      |                                      |
| 1986 |                                |                                      |
| Robert Jungk                                                                                                  | Oostenrijk                     |                                      |
| Rosalie Bertell                                                                                               | Canada                         |                                      |
| Alice Stewart                                                                                                 | Verenigd Koninkrijk            |                                      |
| International Society for Ecology and Culture / Helena Norberg-Hodge                                          | India                          |                                      |
| Evaristo Nugkuag / AIDESEP                                                                                    | Peru                           |                                      |
| 1987 |                                |                                      |
| Johan Galtung                                                                                                 | Noorwegen                      |                                      |
| Chipko movement                                                                                               | India                          |                                      |
| Hans-Peter Dürr / Global Challenges Network                                                                   | Duitsland                      |                                      |
| Institute for Food and Development Policy / Frances Moore Lappé                                               | Verenigde Staten               |                                      |
| Mordechai Vanunu                                                                                              | Israël                         |                                      |
| 1988 |                                |                                      |
| International Rehabilitation and Research Centre for Torture Victims / Dr. Inge Kemp Genefke                  | Denemarken                     |                                      |
| José Lutzenberger                                                                                             | Brazilië                       |                                      |
| John F. Charlewood Turner                                                                                     | Verenigd Koninkrijk            |                                      |
| Sahabat Alam Malaysia / Mohammed Idris, Harrison Ngau, the Penan people                                       | Maleisië                       |                                      |
| 1989 |                                |                                      |
| Seikatsu Club Consumers' Co-operative Union                                                                   | Japan                          |                                      |
| Melaku Worede                                                                                                 | Ethiopië                       |                                      |
| Aklilu Lemma / Legesse Wolde-Yohannes                                                                         | Ethiopië                       |                                      |
| Survival International                                                                                        | Verenigd Koninkrijk            |                                      |
| 1990 |                                |                                      |
| Alice Tepper Marlin / Council on Economic Priorities                                                          | Verenigde Staten               |                                      |
| Bernard Lédéa Ouedraogo                                                                                       | Burkina Faso                   |                                      |
| Felicia Langer                                                                                                | Israël                         |                                      |
| ATCC (Asociación de Trabajadores Campesinos del Carare)                                                       | Colombia                       |                                      |
| 1991 |                                |                                      |
| Edward Goldsmith                                                                                              | Verenigd Koninkrijk            |                                      |
| Narmada Bachao Andolan                                                                                        | India                          |                                      |
| Bengt Danielsson & Marie-Thérèse Danielsson                                                                   | Polynesië                      |                                      |
| Senator Jeton Anjain / the People of Rongelap                                                                 | Marshalleilanden               |                                      |
| Landless Workers' Movement (Movimento dos Trabalhadores Rurais sem Terra) / CPT (Commissao Pastoral da Terra) | Brazilië                       |                                      |
| 1992 |                                |                                      |
| Finnish Village Action Movement (Kylätoiminta)                                                                | Finland                        |                                      |
| Gonoshasthaya Kendra / Zafrullah Chowdhury                                                                    | Bangladesh                     |                                      |
| Helen Mack | Guatemala                      |                                      |
| John Gofman, USA / Alla Yaroshinskaya                                                                         | Oekraïne                       |                                      |
| 1993 |                                |                                      |
| Arna Mer-Khamis / Care and Learning                                                                           | Israël                         |                                      |
| Organisation of Rural Associations for Progress / Sithembiso Nyoni                                            | Zimbabwe                       |                                      |
| Vandana Shiva                                                                                                 | India                          |                                      |
| Mary en Carrie Dann of the Western Shoshone Nation                                                            | Noord-Amerika                  |                                      |
| 1994 |                                |                                      |
| Astrid Lindgren                                                                                               | Zweden                         |                                      |
| SERVOL (Service Volunteered for All)                                                                          | Trinidad en Tobago             |                                      |
| Dr. H. Sudarshan / VGKK (Vivekananda Girijana Kalyana Kendra)                                                 | India                          |                                      |
| Ken Saro-Wiwa / Movement for the Survival of the Ogoni People                                                 | Nigeria                        |                                      |
| 1995 |                                |                                      |
| András Biró / Hungarian Foundation for Self-Reliance                                                          | Hongarije                      |                                      |
| Serb Civic Council                                                                                            | Bosnië en Herzegovina          |                                      |
| Carmel Budiardjo / TAPOL                                                                                      | Indonesië /Verenigd Koninkrijk |                                      |
| Sulak Sivaraksa                                                                                               | Thailand                       |                                      |
| 1996 |                                |                                      |
| Herman Daly                                                                                                   | Verenigde Staten               |                                      |
| Committee of Soldiers' Mothers of Russia                                                                      | Rusland                        |                                      |
| People's Science Movement of Kerala (Kerala Sasthra Sahithya Parishad)                                        | India                          |                                      |
| George Vithoulkas                                                                                             | Griekenland                    |                                      |
| 1997 |                                |                                      |
| Joseph Ki-Zerbo                                                                                               | Burkina Faso                   |                                      |
| Jinzaburo Takagi                                                                                              | Japan                          |                                      |
| Mycle Schneider                                                                                               | Frankrijk                      |                                      |
| Michael Succow                                                                                                | Duitsland                      |                                      |
| Cindy Duehring                                                                                                | Verenigde Staten               |                                      |
| 1998 |                                |                                      |
| International Baby Food Action Network                                                                        | internationaal                 |                                      |
| Samuel Epstein                                                                                                | Verenigde Staten               |                                      |
| Juan Pablo Orrego                                                                                             | Chili                          |                                      |
| Katarina Kruhonja / Vesna Terselic                                                                            | Kroatië                        |                                      |
| 1999 |                                |                                      |
| Hermann Scheer                                                                                                | Duitsland                      |                                      |
| Juan Garcés                                                                                                   | Spanje                         |                                      |
| COAMA (Consolidation of the Amazon Region)                                                                    | Colombia                       |                                      |
| Grupo de Agricultura Orgánica                                                                                 | Cuba                           |                                      |
| 2000 |                                |                                      |
| Tewolde Berhan Gebre Egziabher                                                                                | Ethiopië                       |                                      |
| Munir | Indonesië                      |                                      |
| Birsel Lemke                                                                                                  | Turkije                        |                                      |
| Wes Jackson                                                                                                   | Verenigde Staten               |                                      |
| 2001 |                                |                                      |
| José Antonio Abreu                                                                                            | Venezuela                      |                                      |
| Gush Shalom / Rachel en Uri Avnery                                                                            | Israël                         |                                      |
| Leonardo Boff                                                                                                 | Brazilië                       |                                      |
| Trident Ploughshares                                                                                          | Verenigd Koninkrijk            |                                      |
| 2002 |                                |                                      |
| Martin Green                                                                                                  | Australië                      |                                      |
| Kamenge Youth Centre (Centre Jeunes Kamenge)                                                                  | Burundi                        |                                      |
| Kvinna Till Kvinna                                                                                            | Zweden                         |                                      |
| Martín Almada                                                                                                 | Paraguay                       |                                      |
| 2003 |                                |                                      |
| David Lange                                                                                                   | Nieuw-Zeeland                  |                                      |
| Walden Bello / Nicanor Perlas                                                                                 | Filipijnen                     |                                      |
| Citizens' Coalition for Economic Justice                                                                      | Zuid-Korea                     |                                      |
| SEKEM / Ibrahim Abouleish                                                                                     | Egypte                         |                                      |
| 2004 |                                |                                      |
| Swami Agnivesh / Asghar Ali Engineer                                                                          | India                          |                                      |
| Memorial Society                                                                                              | Rusland                        |                                      |
| Bianca Jagger                                                                                                 | Nicaragua                      |                                      |
| Raúl Montenegro                                                                                               | Argentinië                     |                                      |
| 2005 |                                |                                      |
| Maude Barlow en Tony Clarke                                                                                   | Canada                         |                                      |
| Irene Fernandez                                                                                               | Maleisië                       |                                      |
| Roy Sesana en First People of the Kalahari                                                                    | Botswana                       |                                      |
| Francisco Toledo                                                                                              | Mexico                         |                                      |
| 2006 |                                |                                      |
| Daniel Ellsberg                                                                                               | Verenigde Staten               |                                      |
| Ruth Manorama                                                                                                 | India                          |                                      |
| Chico Whitaker                                                                                                | Brazilië                       |                                      |
| International Poetry Festival of Medellín                                                                     | Colombia                       |                                      |
| 2007 |                                |                                      |
| Christopher Weeramantry                                                                                       | Sri Lanka                      |                                      |
| Dekha Ibrahim Abdi                                                                                            | Kenia                          |                                      |
| Percy Schmeiser en Louise Schmeiser                                                                           | Canada                         |                                      |
| Grameen Shakti                                                                                                | Bangladesh                     |                                      |
| 2008 |                                |                                      |
| Krishnammal Jagannathan en Sankaralingam Jagannathan LAFTI                                                    | India                          |                                      |
| Amy Goodman                                                                                                   | Verenigde Staten               |                                      |
| Asha Haji Elmi                                                                                                | Somalië                        |                                      |
| Monika Hauser                                                                                                 | Duitsland                      |                                      |
| 2009 |                                |                                      |
| Catherine Hamlin                                                                                              | Australië                      |                                      |
| René Ngongo                                                                                                   | Congo-Kinshasa                 |                                      |
| David Suzuki                                                                                                  | Canada                         |                                      |
| Alyn Ware | Nieuw-Zeeland                  |                                      |
| 2010 |                                |                                      |
| Nnimmo Bassey                                                                                                 | Nigeria                        |                                      |
| Erwin Kräutler                                                                                                | Oostenrijk/Brazilië            |                                      |
| Shrikrishna Upadhyay                                                                                          | Nepal                          |                                      |
| Physicians for Human Rights                                                                                   | Israël                         |                                      |
| 2011 |                                |                                      |
| Huang Ming | Volksrepubliek China           |                                      |
| Jacqueline Moudeina                                                                                           | Tsjaad                         |                                      |
| GRAIN | internationaal                 |                                      |
| Ina May Gaskin                                                                                                | Verenigde Staten               |                                      |
| 2012 |                                |                                      |
| Campaign Against Arms Trade                                                                                   | Verenigd Koninkrijk            |                                      |
| Gene Sharp | Verenigde Staten               |                                      |
| Hayrettin Karaca                                                                                              | Turkije                        |                                      |
| Sima Samar | Afghanistan                    |                                      |
| 2013 |                                |                                      |
| Paul Walker                                                                                                   | Verenigde Staten               |                                      |
| Raji Sourani                                                                                                  | Palestina                      |                                      |
| Denis Mukwege                                                                                                 | Democratische Republiek Congo  |                                      |
| Hans Herren - Biovision Foundation                                                                            | Zwitserland                    |                                      |
| 2014 |                                |                                      |
| Edward Snowden                                                                                                | Verenigde Staten               |                                      |
| Alan Rusbridger                                                                                               | Verenigd Koninkrijk            |                                      |
| Asma Jahangir                                                                                                 | Pakistan                       |                                      |
| Basil Fernando - AHRC                                                                                         | Hongkong                       |                                      |
| Bill McKibben - 350.org                                                                                       | Verenigde Staten               |                                      |
| 2015 |                                |                                      |
| Tony de Brun en de bevolking van de Marshalleilanden                                                          | Marshalleilanden               |                                      |
| Sheila Watt-Cloutier                                                                                          | Canada                         |                                      |
| Kasha Jacqueline Nabagesera                                                                                   | Oeganda                        |                                      |
| Gino Strada                                                                                                   | Italië                         |                                      |
| 2016 |                                |                                      |
| Syria Civil Defence                                                                                           | Syrië                          |                                      |
| Cumhuriyet | Turkije                        |                                      |
| Svetlana Gannushkina                                                                                          | Rusland                        |                                      |
| Mozn Hassan van NAZR                                                                                          | Egypte                         |                                      |
| 2017 |                                |                                      |
| Robert Bilott                                                                                                 | Verenigde Staten               |                                      |
| Colin Gonsalves                                                                                               | India                          |                                      |
| Khadija Ismayilova                                                                                            | Azerbaijan                     |                                      |
| Yetnebersh Nigussie                                                                                           | Ethiopië                       |                                      |
| 2018 |                                |                                      |
| Thelma Aldana, Iván Velásquez                                                                                 | Guatemala Colombia             |                                      |
| Yacouba Sawadogo                                                                                              | Burkina Faso                   |                                      |
| Abdullah al-Hamid, Mohammad Fahad al-Qahtani, Walid Abu al-Chair                                              | Saudie Arabië                  |                                      |
| Tony Rinaudo                                                                                                  | Australië                      |                                      |
| 2019 |                                |                                      |
| Greta Thunberg                                                                                                | Zweden                         |                                      |
| Aminatou Haidar                                                                                               | Westelijke Sahara              |                                      |
| Davi Kopenawa Yanomami                                                                                        | Brazil                         |                                      |
| Guo Jianmei                                                                                                   | China                          |                                      |
| 2020 |                                |                                      |
| Nasrin Sotoudeh                                                                                               | Iran                           |                                      |
| Bryan Stevenson                                                                                               | Verenigde Staten               |                                      |
| Lottie Cunningham Wren                                                                                        | Nicaragua                      |                                      |
| Ales Bialiatski                                                                                               | Wit Rusland                    |                                      |
| 2021 | Marthe Wandou                  | Kameroen                             |
| 2021 | Vladimir Slivyak               | Rusland                              |
| 2021 | Freda Huson                    | Canada                               |